# 乌兰河硕蒙古族乡
乌兰河硕蒙古族乡是中华人民共和国辽宁省朝阳市朝阳县下辖的一个民族乡。

## 行政区划
乌兰河硕蒙古族乡下辖以下村级行政区划单位：
乌兰河硕村、苑杖子村、八大孟克村、七星扎兰营子村、黄道营子村、东乌兰河硕村和上河套村。